# スペース・ドッグ
『スペース・ドッグ』（原題：Белка и Стрелка. Звёздные собаки）は2010年に公開されたロシアのアニメーション映画である。監督はインナ・エフラニコヴァとスヴィヤトスラフ・ウシャコフが務めた。

## キャスト
- ベルカ - クロエ・グレース・モレッツ/ゆう相馬
- ストレルカ - ドロシー・ファーン/田村千恵
- レニー - スパイク・スペンサー/後藤啓介
- カズベック大尉 - リチャード・エプカー/岡本ミライ